# 巴黎旅遊
2013年，有1560萬名外國遊客到訪巴黎，其中以美國人最多。整個巴黎地區在2013年迎接了3230萬人遊客。按照酒店入住率來看，巴黎超過倫敦成為世界最大的旅遊目的地。巴黎最大的外國觀光客來源是英國、美國、德國、義大利和中國。2012年，有263,212名巴黎人從事旅遊相關行業。佔巴黎總就業人口的18.4%。2014年，觀光客在巴黎消費170億美元（135.8億歐元），僅次於倫敦和紐約。

## 外部連結
- Official Paris website
- Official tourism site （页面存档备份，存于）